# Underground Sun Conversion
Im österreichischen Forschungsprojekt Underground Sun Conversion unter der Leitung von RAG Austria AG wird seit 2018 in einer ehemaligen Erdgaslagerstätte in Pilsbach (OÖ) auf natürliche Weise CO2-neutral Erdgas erzeugt und gespeichert.
In diesem Forschungsprojekt wird in einer Power-to-Gas-Anlage aus erneuerbarem Strom hergestellter Wasserstoff gemeinsam mit CO2 in die Erdgaslagerstätte in über 1000 Metern Tiefe eingebracht. Dort erzeugen natürlich vorkommende Mikroorganismen (Archaeen) "Grünes" Erdgas, das direkt gespeichert und bei Bedarf jederzeit entnommen werden kann. Dies ist eine – zeitlich drastisch verkürzte – Nachbildung des natürlichen Entstehungsprozesses von Erdgas innerhalb weniger Wochen. So werden erneuerbare Energien speicherbar und es entsteht ein nachhaltiger, CO2-neutraler Kohlenstoff-Kreislauf, der vorhandene Infrastruktur nutzt.
Das Projekt wird im Rahmen des Energieforschungsprogramms des Klima- und Energiefonds der österreichischen Bundesregierung als Leitprojekt mit knapp 5 Mio. Euro gefördert. Die Gesamtkosten des Projekts belaufen sich auf knapp 8 Mio. Euro. Das Forschungsprojekt wurde 2017 gestartet und soll bis 2021 abgeschlossen werden. Projektpartner sind die Montanuniversität Leoben, die Universität für Bodenkultur Wien (Department IFA Tulln), die acib GmbH (Austrian Centre of Industrial Biotechnology), das Energieinstitut an der Johannes Kepler Universität Linz sowie die Axiom Angewandte Prozesstechnik GmbH.

## Hintergrund
"Underground Sun Conversion" baut auf den Ergebnissen des ebenfalls vom Klima- und Energiefonds geförderten Leitprojekts Underground Sun Storage (2013–2017) zur Speicherung von Wind- und Sonnenenergie in natürlichen Erdgaslagerstätten im Rahmen eines in-situ-Feldversuchs auf. Ziel dieses Projektes war die Erforschung von großvolumigen und saisonalen Speichermöglichkeiten für erneuerbare Energie in ehemaligen Erdgaslagerstätten in Form von Wasserstoffbeimengungen.

## Forschungsziele
Das Ziel des Forschungsprojekts ist es, "Grünes Gas" in einem natürlichen Prozess in vorhandenen (Poren-)Erdgaslagerstätten im Untergrund in großen Mengen herzustellen und zu speichern. Sowohl der Methanisierungsprozess (hydrogenotrophe Methanogenese, im Jahre 2016 angemeldetes Patent der RAG) als auch die Speicherung finden auf natürlichem Weg statt. Umfangreiche in-situ Versuche (Feldversuche) in einer kleinen isolierten Erdgas-Lagerstätte im Raum Vöcklabruck (Oberösterreich) aus dem Vorläuferprojekt "Underground Sun Storage" bestätigen, dass in die Lagerstätte eingebrachter Wasserstoff und CO2 mikrobiologisch in Methan umgewandelt werden. Das CO2 wird aus der Luft entnommen, kann aus einer Industrieanlage oder aus Biomasse stammen. Dadurch entsteht ein nachhaltiger Kohlenstoff-Kreislauf. Denn das CO2 wird so nicht einfach in die Atmosphäre entlassen, sondern für die natürliche Erzeugung und Speicherung von Grünem Erdgas genutzt. Durch diese Sektorenkopplung (Industrie, Energieproduktion und -versorgung) wird nicht nur die bislang fehlende Flexibilität im Umgang mit erneuerbaren Energien geschaffen, sondern auch das Speicherproblem gelöst.
Gemeinsam mit einem Konsortium werden Laborversuche, Simulationen und wissenschaftliche Feldversuche an der Lagerstätte der RAG in Pilsbach durchgeführt. Ziel ist es auch, die Übertragbarkeit der gewonnenen Ergebnisse auf viele andere Lagerstätten weltweit zu prüfen. Die angestrebten Ergebnisse sind daher von Bedeutung für die Energiewende.

### Vorteile der Erzeugung von natürlichem Erdgas

#### CO2-Neutralität
Erneuerbares Erdgas ist deshalb bei seiner Verwendung CO2-neutral, weil zuvor die gleiche Menge CO2 im Entstehungsprozess gebunden wird. Es entsteht ein nachhaltiger Kohlenstoff-Kreislauf.

#### Erneuerbare Energien werden saisonal speicherbar
Die Energieerzeugung aus Sonnenenergie und Wind unterliegt wetterbedingten und jahreszeitlichen Schwankungen. Eine bedarfsorientierte Produktion ist daher nicht möglich. Durch die Umwandlung von erneuerbaren Energien in natürliches erneuerbares Erdgas können diese großvolumig gespeichert werden.

#### Vorhandene Infrastruktur wird genutzt
Sowohl für den natürlichen Produktionsprozess als auch für die unterirdische Speicherung in ausgeförderten natürlichen Erdgaslagerstätten und den Transport via Pipelines zum Endverbraucher kann bereits vorhandene Infrastruktur genutzt werden.

## Funktionsweise
Aus Sonnen- oder Windenergie und Wasser (Power-to-Gas-Technologie) wird zunächst in einer oberirdischen Anlage Wasserstoff erzeugt. Die Energie wird somit als Wasserstoff speicherbar. Gemeinsam mit CO2 wird der Wasserstoff in eine vorhandene (Poren-)Erdgaslagerstätte eingebracht. In über 1000 Meter Tiefe wandeln nun natürlich vorhandene Mikroorganismen (Archaeen) diese Stoffe in relativ kurzer Zeit in natürlich erzeugtes Erdgas um. Die Energieumwandlung, Erhöhung der Energiedichte und Energiespeicherung erfolgen im porösen Gestein der Lagerstätte. Das natürlich erzeugte, Grüne Gas kann bei Bedarf jederzeit entnommen und über die vorhandenen Leitungsnetze zum Verbraucher transportiert werden.